# سیارک ۱۷۸۵۷
سیارک ۱۷۸۵۷ (به انگلیسی: 17857 Hsieh، نامگذاری:1998KR1) هفده هزار و هشتصد و پنجاه و هفتمین سیارک کشف شده‌است که در ۱۸ مه ۱۹۹۸ کشف شد.
قدر مطلق سیارک برابر ۳۰.۹ است.